# Carlo Carrà
Carlo Carrà [ˈkarlo karˈra] (ur. 11 lutego 1881 w Quargnento, zm. 13 kwietnia 1966 w Mediolanie) – włoski malarz, jeden z twórców futuryzmu. Był także krytykiem sztuki.

## Życiorys
W 1906 rozpoczął studia w Akademii Sztuk Pięknych Brera w Mediolanie, pod kierunkiem Cesare Talione. Był współautorem kontynuacji manifestu futuryzmu, dotyczącej malarstwa (Manifest malarstwa futurystycznego). 
Wraz z wybuchem I wojny światowej Carrà stopniowo odchodził od futuryzu. W 1917 artysta ukształtował swój nowy styl malowania - malarstwo metafizyczne, poznawszy wcześniej Giorgio de Chirico. Obrazy obu artystów z tego okresu wykazują wyraźne podobieństwa. Od 1941 do 1952 uczył malarstwa w Accademia di Belle Arti di Brera w Mediolanie.

## Niektóre obrazy
- 1911: Pogrzeb anarchisty Galli
- 1916: Pijany szlachcic
- 1917: Zaczarowany pokój
- 1919: Metafizyczne spokojne życie

## Publikacje
- 1915: Guerrapittura
- 1919: Pittura metafisica